# Aéroport international du Caire
Pour les articles homonymes, voir CAI.
L'aéroport international du Caire (en arabe : مطار القاهرة الدولي Maṭār al-Qāhirah al-Dawliyy, (code IATA : CAI • code OACI : HECA) est un aéroport international situé à proximité du Caire, à 22 kilomètres au nord-est du centre-ville, dans le district de Héliopolis. C'est l'un des aéroports les plus fréquentés du monde arabe[réf. nécessaire] et d'Afrique[réf. nécessaire].
L'aéroport est administré par l'Egyptian Holding Company for Airports and Air Navigation (EHCAAN), qui contrôle quatre entreprises : Cairo Airport Company, Egyptian Airports Company, National Air Navigation Services and Aviation Information Technology et le Cairo Airport Authority (CAA).
Plus de 65 compagnies aériennes utilisent l'aéroport du Caire (incluant les compagnies charters), et 9 lignes cargo. EgyptAir est la plus grosse compagnie de l'aéroport, représentant 61 % des départs en 2009. Son entrée dans la Star Alliance en juillet 2008 rend possible pour l'aéroport de devenir une plate-forme de correspondance majeure grâce à sa position entre l'Europe, l'Afrique et le Moyen-Orient (surtout grâce à l'accueil possible de l'Airbus A380).
En 2001, l'aéroport a transporté 13 millions de passagers (-19,3 % par rapport à 2010) et a réalisé 130 152 rotations aériennes (-16,2 par rapport à 2010).
L'aéroport comporte quatre terminaux, le troisième (et plus grand) ayant ouvert le 27 avril 2009, et le Terminal des Vols Saisonniers ayant ouvert le 20 septembre 2010. Le terminal 2 a été fermé en avril 2010 pour travaux de rénovation. Une troisième piste d’atterrissage s'est ouverte en 2010. La piste 05L/23R fait 3 300 mètres de long, la 05C/23C fait 4 000 mètres de long, et la nouvelle piste 05R/23L fait aussi 4 000 mètres. Un nouveau terminal cargo est aussi en construction.
Vers 2025, elle sera desservie par la ligne 3 du métro du Caire actuellement en construction.

## Histoire
En 1963, l'aéroport du Caire remplace l'ancien aéroport d'Héliopolis.

### Trafic passager
Le graphique qui aurait dû être présenté ici ne peut pas être affiché car il utilise l'ancienne extension Graph, désactivée pour des questions de sécurité. Des indications pour créer un nouveau graphique avec la nouvelle extension Chart sont disponibles ici.

Voir la requête brute et les sources sur Wikidata.

#### Zoom sur l'impact du covid de 2019-2020
Le graphique qui aurait dû être présenté ici ne peut pas être affiché car il utilise l'ancienne extension Graph, désactivée pour des questions de sécurité. Des indications pour créer un nouveau graphique avec la nouvelle extension Chart sont disponibles ici.

Voir la requête brute et les sources sur Wikidata.

## Situation
| \| 100 km1:14 084 000 \| Abou Simbel Taba Sohag Marsa · Alam Louxor Hurghada El-Arich El Nouzha Charm el-Cheikh Le Caire Borg El Arab Assouan Assiout Marsa Matruh |
| 100 km1:14 084 000 |

## Terminaux

### Terminal 1
Au cours de la Seconde Guerre mondiale, l'United States Army Air Forces a construit l'aérodrome de Payne pour servir les Forces alliées, plutôt que de se servir de l'existant aéroport d'Almaza, situé à 5 km de là.

### Transferts
Le MiniMetro permet le transfert par métro léger automatique entre les deux terminaux.

## Compagnies aériennes et destinations

### Passagers

Pays desservis depuis l'aéroport international du Caire.

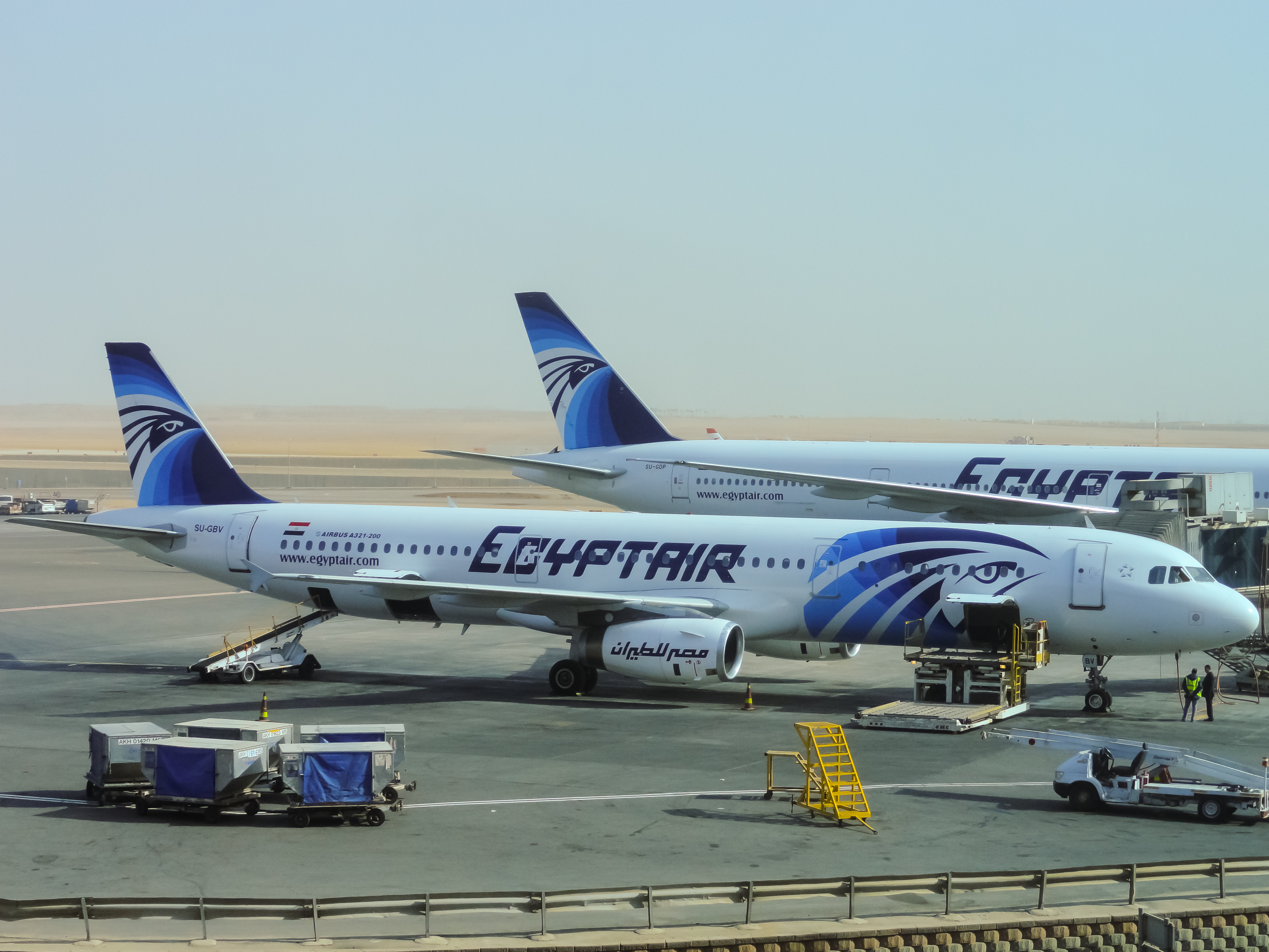
Airbus A321-231 d'EgyptAir à l'aéroport international du Caire.

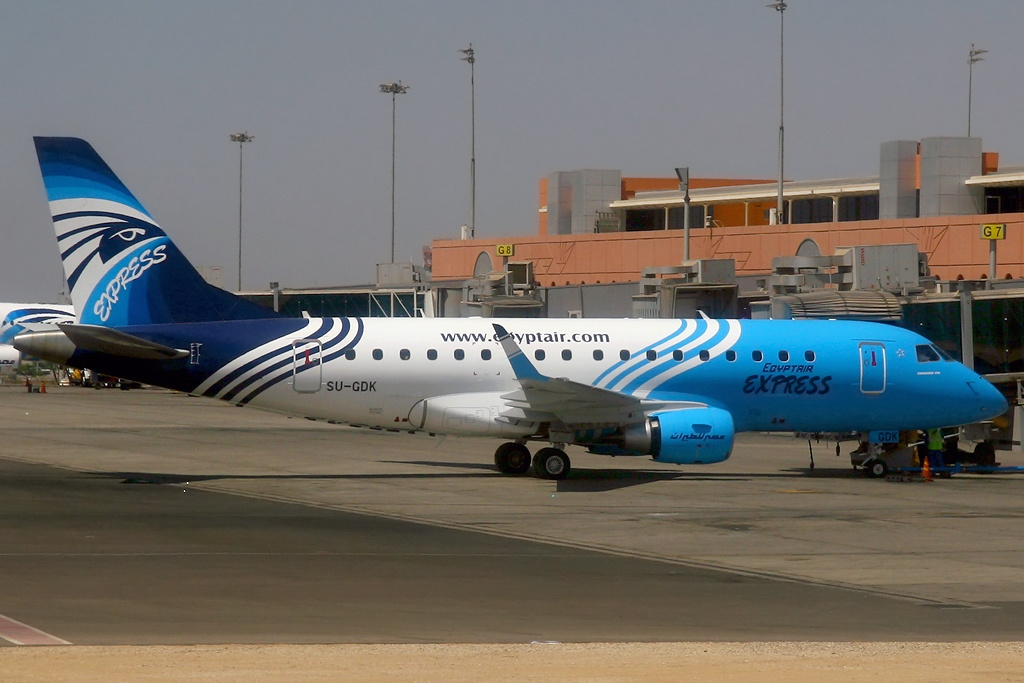
Embraer 170 d'EgyptAir Express à l'aéroport international du Caire.

| Compagnies                    | Destinations |
| ----------------------------- | --- |
| Aegean Airlines               | Athènes E.-Venizélos |
| Aeroflot                      | Moscou Chérémétiévo |
| Air Algérie                   | Alger-Houari-Boumédiène |
| Air Arabia                    | Ras el Khaïmah, Charjah |
| Air Arabia Egypt              | Bergame-Orio al Serio, Buraydah, Sohag, Taëf, Tabuk, Yanbu |
| Air Cairo                     | Aqaba, Assouan, Hurghada, Djeddah - Roi-Abdelaziz, Louxor, Charm el-Cheikh, Yanbu |
| Air France                    | Paris-Charles de Gaulle |
| Air Malta                     | Malte |
| Air Serbia                    | Belgrade-Nikola-Tesla |
| AlMasria Universal Airlines   | Djeddah - Roi-Abdelaziz, Koweït, Yanbu En saison : Assouan, Bergame-Orio al Serio, Hurghada, Louxor, Charm el-Cheikh, Madrid-Barajas |
| Asiana Airlines               | Séoul-Incheon |
| Austrian Airlines             | Vienne-Schwechat |
| Azerbaijan Airlines           | En saison Charter : Bakou-H. Aliyev |
| Badr Airlines                 | Khartoum |
| British Airways               | Londres-Heathrow |
| Bulgarian Air Charter         | En saison Charter : Sofia-Vrajdebna |
| Cyprus Airways                | Larnaca |
| EgyptAir                      | - Abha, - Abidjan-F.-H.-Boigny, - Abou Dabi, - Abou Simbel, - Abuja-N. Azikiwe, - Accra-Kotoka, - Addis-Abeba Bole, - Borg El Arab, - Alger-Houari-Boumédiène, - Amman-Reine-Alia, - Amsterdam, - Asmara, - Assiout, - Assouan, - Athènes E.-Venizélos, - Bagdad, - Manama-Bahreïn, - Bamako-M. Keïta, - Bangkok-Suvarnabhumi, - Barcelone-El Prat, - Pékin-Capitale(suspendu), - Beyrouth-Rafic Hariri, - Berlin-Brandebourg, - Bruxelles-National, - Budapest-Ferenc Liszt, - Casablanca-Mohammed-V, - Copenhague-Kastrup, - Dammam-roi Fahd, - Dar es Salam-J. Nyerere, - Douala, - Dubaï, - Dublin , - Entebbe, - Erbil, - Francfort, - Buraydah, - Genève-Cointrin, - Canton-Baiyun(suspendu), - Hangzhou-Xiaoshan (suspendu), - Hong Kong, - Hurghada, - Istanbul, - Djeddah - Roi-Abdelaziz, - Johannesbourg OR Tambo, - Djouba, - Kano-Mallam Aminu, - Khartoum, - Kigali, - Koweït, - Lagos-Murtala Muhammed, - Larnaca, - Londres-Heathrow, - Louxor, - Madrid-Barajas, - Marsa Alam, - Médine-Prince M. Bin Abdulaziz, - Milan-Malpensa, - Moscou-Domodédovo, - Bombay-Chhatrapati-Shivaji, - Munich-F. J. Strauß, - Mascate, - Nairobi-J. Kenyatta, - N'Djaména, - New York-John F. Kennedy, - Paris-Charles de Gaulle, - Riyad-roi Khaled, - Rome Léonard-de-Vinci/Fiumicino, - Charjah, - Charm el-Cheikh, - Sohag, - Tokyo-Narita, - Toronto (Pearson), - Tunis-Carthage, - Vienne-Schwechat, - Washington-Dulles En saison Charter : Osaka-Kansai, Tel Aviv - Ben Gourion |
| Emirates                      | Dubaï |
| Eritrean Airlines             | Asmara, Khartoum, Milan-Malpensa |
| Ethiopian Airlines            | Addis-Abeba Bole |
| Etihad Airways                | Abou Dabi |
| FlyBaghdad                    | Nadjaf |
| FlyEgypt                      | Assouan, Hurghada, Louxor, Marsa Alam, Charm el-Cheikh, Yanbu |
| Flynas                        | Abha, Dammam-roi Fahd, Djeddah - Roi-Abdelaziz, Riyad-roi Khaled |
| Gulf Air                      | Manama-Bahreïn |
| Iberia                        | Madrid-Barajas |
| Iraqi Airways                 | Bagdad, Bassorah, Erbil, Souleimaniye |
| ITA Airways                   | Rome Léonard-de-Vinci/Fiumicino |
| Jazeera Airways               | Koweït |
| Jordan Aviation               | Amman-Reine-Alia |
| Korean Air                    | En saison Charter : Séoul-Incheon |
| Kuwait Airways                | Koweït |
| Lufthansa                     | Francfort, Munich-F. J. Strauß |
| Middle East Airlines          | Beyrouth-Rafic Hariri |
| Nesma Airlines                | Abha, Buraydah, Djeddah - Roi-Abdelaziz, Tabuk, Taëf, Yanbu |
| Nile Air                      | - Abha, - Al-Aïn, - Al Jawf, - Assouan, - Bagdad, - Bassorah, - Buraydah, - Haïl, - Hofuf Al-Ahsa, - Hurghada, - Istanbul-S. Gökçen, - Madrid-Barajas, - Djeddah - Roi-Abdelaziz, - Jizan, - Koweït, - Louxor, - Port-Soudan, - Charm el-Cheikh, - Sohag, - Tabuk, - Taëf, - Yanbu |
| Oman Air                      | Mascate |
| Royal Air Maroc               | Casablanca-Mohammed-V |
| Royal Jordanian               | Amman-Reine-Alia |
| Saudia                        | Abha, Dammam-roi Fahd, Djeddah - Roi-Abdelaziz, Médine-Prince M. Bin Abdulaziz, Riyad-roi Khaled |
| Sichuan Airlines              | Chengdu-Shuangliu |
| Sudan Airways                 | Khartoum |
| Sun Air                       | Khartoum |
| Swiss International Air Lines | Zurich |
| Syrian Air                    | Damas |
| Tarco Airlines                | Khartoum |
| TAROM                         | Bucarest-H. Coandă |
| Transavia France              | En saison : Paris-Orly |
| TUI fly Deutschland           | Francfort, Berlin-Brandebourg |
| Tunisair                      | Tunis-Carthage |
| Turkish Airlines              | Istanbul |
| Vueling                       | Paris-Orly |
| Yemenia                       | Aden, Say'un |

Édité le 29/03/2025

### Cargo
| Compagnies                    | Destinations                                                                       |
| ----------------------------- | ---------------------------------------------------------------------------------- |
| Air France Cargo              | Paris-Charles de Gaulle, St-Denis de la Réunion                                    |
| DHL International Aviation ME | Bahreïn                                                                            |
| EgyptAir Cargo                | Chateauroux-Centre, Cologne/Bonn, Istanbul-Atatürk, Milan-Malpensa, Ostende/Bruges |
| Emirates SkyCargo             | Dubaï-Al Maktoum                                                                   |
| Ethiopian Airlines Cargo      | Addis-Abeba, Beyrouth, Liège                                                       |
| Lufthansa Cargo               | Francfort, Hong Kong, Charjah                                                      |
| Qatar Airways Cargo           | Doha                                                                               |
| RAM Cargo                     | Casablanca                                                                         |
| Royal Jordanian Cargo         | Amman-Reine-Alia, Maastricht/Aachen                                                |
| TMA Cargo                     | Amsterdam, Beyrouth, Riyad                                                         |
| Tristar Air                   | Amsterdam, Tripoli                                                                 |
| Turkish Airlines Cargo        | Istanbul-Atatürk                                                                   |